# 馬尼希基環礁

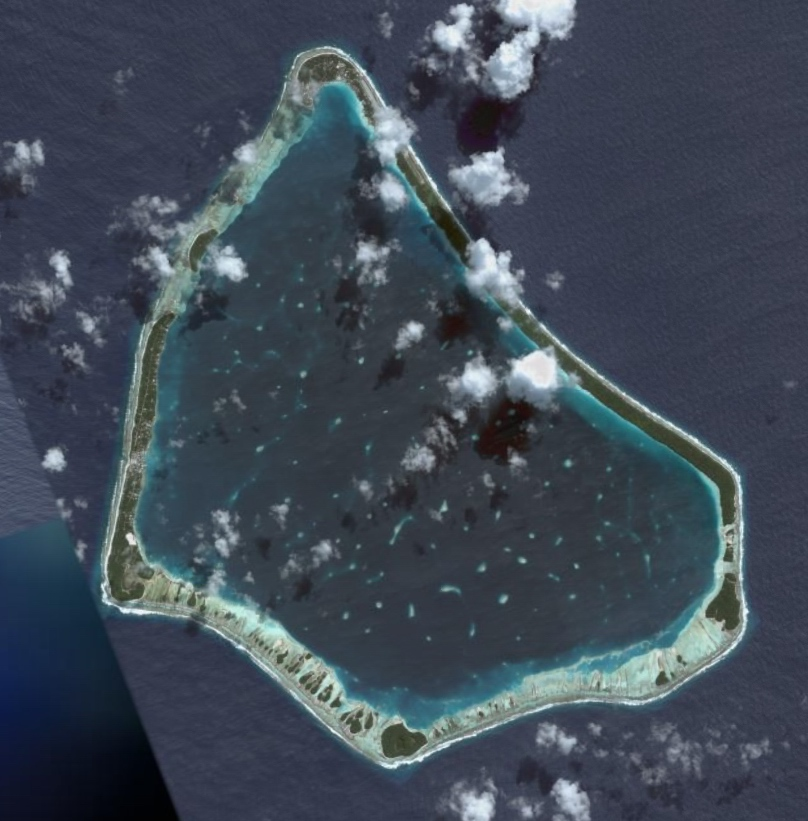

馬尼希基環礁（Manihiki）是庫克群島的一個環礁，位於庫克群島北部，又有「珍珠島」的別稱。馬尼希基環礁地處庫克群島首都所在地拉羅湯加島北側約1,299（807英里）。
該島至少在900至1000年時就已經有人居住。

## 外部連結
- Manihiki, information and pictures 的存檔，存档日期3 September 2011.
- .  (第11版). London. 1911.
- . . 1905.

10°24′S 161°00′W / 10.400°S 161.000°W